# HD 135872
HD 135872 — двойная звезда в созвездии Весов на расстоянии приблизительно 268 световых лет (около 82,1 парсек) от Солнца. Видимая звёздная величина звезды — +7,29m. Возраст звезды оценивается как около 6,918 млрд лет.
Вокруг звезды обращается, как минимум, одна планета.

## Характеристики
Первый компонент — жёлто-оранжевая звезда спектрального класса K0IV, или K0, или G5IV. Масса — около 1,698 солнечной, радиус — около 4,105 солнечного, светимость — около 8,595 солнечных. Эффективная температура — около 4961 К.
Второй компонент — оранжевый карлик спектрального класса K4V. Удалён на 34,859 а.е..

## Планетная система
В 2019 году учёными, анализирующими данные проектов HIPPARCOS и Gaia, у звезды обнаружена планета HIP 74842 d.
В 2022 году группой астрономов было объявлено об открытии планеты HD 135872 Ab.